# Caloto
Caloto é um município da Colômbia, localizado no departamento de Cauca.